# William Seiling
Pour les articles homonymes, voir Seiling.
William Seiling (Saint Louis, 28 mai 1864 - Meramec, 6 janvier 1951) fut un ancien tireur à la corde américain. Il a participé aux Jeux olympiques de 1904 et remporta la médaille d'argent avec l'équipe américaine St. Louis Southwest Turnverein №1.